# Чернота-де-Бояры-Боярский, Бронислав Людвигович
Бронислав Людвигович Чернота-де-Бояры-Боярский (1853 — 1923) — русский военный деятель, генерал-лейтенант.

## Биография
Родился 6 октября 1853 года.
Начальное образование получил в Варшавском реальном училище. На военную службу вступил 8 июля 1874 года, окончив курсы при Николаевском кавалерийском училище.
С 1876 года — корнет 13-го уланского Владимирского полка. Затем получил чины поручика (1877), штабс-ротмистра (1886), ротмистра (1890). Командовал эскадроном, в 1895 году имел чин полковника. В 1900—1901 годах — командир Крымского конного полка, в 1901—1907 годах 9-го драгунского Елисаветградского полка. Генерал-майор с 18 января 1907 года. Был командиром 1-й бригады, затем 2-й бригады 8-й кавалерийской дивизии (с 1907 по 1912 годы). В 1912 году Чернота-де-Бояры-Боярский был произведён в генерал-лейтенанты с увольнением с военной службы по возрасту. Однако был возвращён на неё с причислением к министерству Императорского двора в августе 1913 года, где оставался по июль 1916 года.
С 1917 года до мая 1918 года служил в Польском корпусе. В декабре 1918 года был зачислен в кадровый резерв Польской армии в чине генерал-поручика. В мае 1919 года — назначен председателем Комиссии материального снабжения Польской армии во Франции, затем — председателем ликвидационной комиссии Польской армии во Франции. 1 апреля 1921 года Бронислав Людвигович Чернота-де-Бояры-Боярский вышел в отставку в чине генерал-поручика.
Умер 25 февраля 1923 года в Варшаве. Похоронен на военном кладбище Воинские Повонзки Варшавы.
Бронислав Людвигович Чернота-де-Бояры-Боярский был прототипом генерал-майора Григория Чарноты в пьесе «Бег» Михаила Булгакова.

## Награды
- Награждён орденами Св. Станислава 3-й степени (1890); Св. Анны 3-й степени (1893); Св. Станислава 2-й степени (1896); Св. Анны 2-й степени (1899); Св. Владимира 3-й степени (1906); Св. Станислава 1-й степени (1910).
- Также был награждён турецким орденом Меджидие (1901)[2].

Интересно, что когда в конце 1898 года император Николай II, находясь в Крыму, заболел тифом, то во время его болезни охрану Ливадийского дворца нёс 2-й эскадрон Крымского дивизиона, в котором находился и Бронислав Людвигович Чернота-де-Бояры-Боярский. За образцовое несение в Ливадии охранной службы ему был пожалован золотой портсигар с эмалевым государственным гербом.